# 但丁·阿利吉耶里
但丁·阿利吉耶里（1265年5月29日—1321年9月14日），通称但丁（Dante），意大利中世纪诗人、作家及哲学家，是意大利語文學史上最具代表性的作家，也是欧洲文艺复兴时期的开拓人物，他的史诗《神曲》留名後世。他在意大利被称为至高诗人（義大利語：il Sommo Poeta），也被认为是现代意大利语的奠基者。但丁、与乔万尼·薄伽丘三人是文艺复兴时期的文学界先驱，被誉为「文艺复兴三杰」（tre corone）。

## 生平
1265年。但丁出生在意大利佛羅倫斯一个没落的贵族家庭，生于1265年，出生日期不詳，按他自己在诗中的说法“生在双子座下”，应该是在5月下旬或6月上旬。5岁时生母去世，父亲续弦，后母为他生了两个弟弟、一个妹妹。
但丁的生平记录很少，但為他写作的人很多，惟许多并不可靠，他可能并没有受过正式教育（也有人说他在波隆那及巴黎等地唸書），从许多有名的朋友兼教师那里学习不少知識，包括拉丁语、普罗旺斯语和音乐，年轻时可能做过骑士，参加过几場战争，12岁訂婚（1277.01.09和Gemma Donati訂婚），20岁（1285）结婚，他的妻子生了6个孩子，只有4个（3男1女）存活。

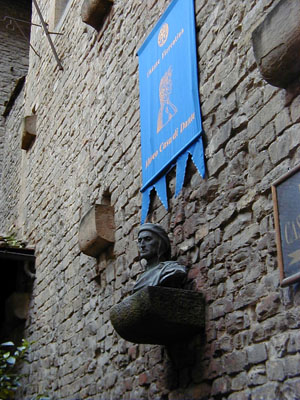
佛羅倫斯但丁博物館門外的但丁雕像

当时佛罗伦斯政界分为两派，一派是效忠神圣罗马帝国皇帝的吉伯林派，另一派是效忠教宗的圭爾佛派，1266年后，由于教宗势力强盛，圭爾佛派取得胜利，将吉伯林派放逐。圭爾佛派掌权后1294年当选的教宗博尼法斯八世想控制佛罗伦斯，一部分富裕市民希望城市独立，不愿意受制于教宗，分化成“白党”，另一部分没落户，希望借助教宗的势力翻身，成为“黑党”。两派重新争斗，但丁的家族原来属于圭爾佛派，由於但丁热烈主张独立自由，因此成为白党的中坚，并被选为最高权利机关执行委员会的六位委员之一。
1301年教宗特派法国国王腓力四世的兄弟瓦卢瓦伯爵查理去佛罗伦斯“调节和平”，白党怀疑此行另有目的，遂派出以但丁为团长的代表团去说服教宗收回成命，但没有结果，果然查理到佛罗伦斯后立即组织黑党屠杀反对派，控制佛罗伦斯，并宣布放逐但丁，一旦他回城，任何佛罗伦斯士兵都可以处决烧死他，从此但丁再也没能回到家乡。
1308年卢森堡的亨利七世当选为神圣罗马帝国皇帝，预备入侵佛罗伦斯，但丁给他写信，指点需要进攻的地点，因此白党也开始痛恨但丁。1313年亨利去世，但丁的希望落空。
1315年，佛罗伦斯被军人掌权，宣布如果但丁肯付罚金，并于头上撒灰，颈下挂刀，游街一周就可免罪返国。但丁回信说：“这种方法不是我返国的路！要是损害了我但丁的名誉，那麽我决不再踏上佛罗伦斯的土地！难道我在别处就不能享受日月星辰的光明吗？难道我不向佛罗伦斯市民卑躬屈膝，我就不能接触宝贵的真理吗？可以确定的是，我不愁没有面包吃！”。
但丁在被放逐时，曾在几个意大利城市居住，有的记载他曾去过巴黎，他以著作排遣其乡愁，并将一生中的恩人仇人都写入他的名作《神曲》中，对教宗揶揄嘲笑，他将自己一生单思的恋人，一个叫贝雅特丽齐（Beatrice）的，25岁就去世的美女，安排到天堂的最高境界。但丁于1321年客死他乡，在意大利东北部拉溫納去世，安葬於當地的聖方濟各聖殿旁邊。
但丁的作品基本上是以意大利托斯卡纳方言写作的，為现代意大利语言以托斯卡纳方言作為基础起了先行者的作用，所以也是对文艺复兴运动起了先行者的作用。

## 作品

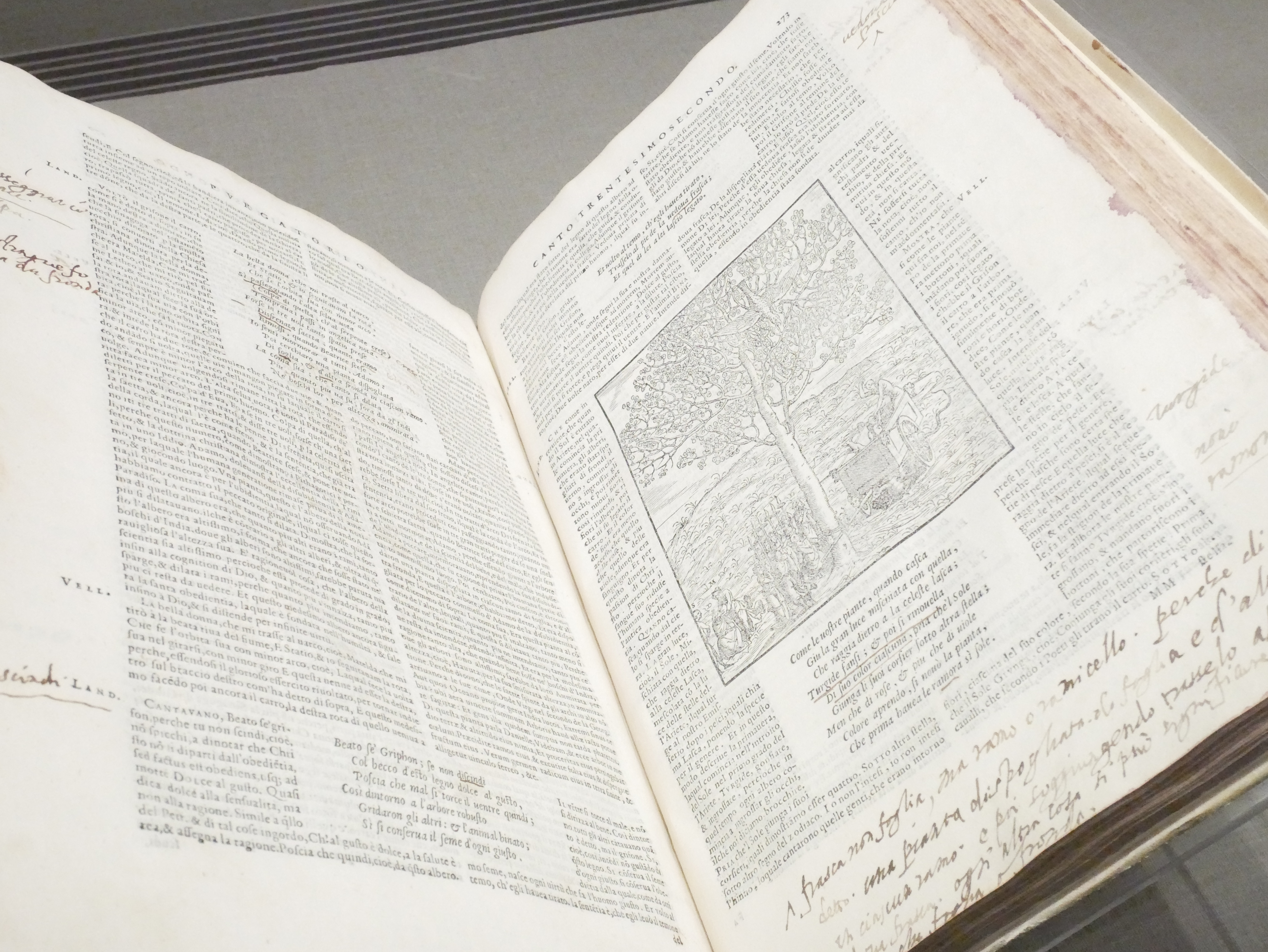
克里斯多福羅·蘭迪諾與亞歷山德羅·維爾盧泰洛所註解的《地獄 (但丁)》、《煉獄 (但丁)》與《天堂 (但丁)》（1564年）

《神曲》描述但丁在地獄、煉獄及天堂遊歷的經過，一開始是由古羅馬詩人維吉爾引導，後來是由他的心上人貝緹麗彩·坡提納里引導（貝緹麗彩·坡提納里也是但丁的詩集《新生》的主題。）。天堂的描述對現代人而言相當的生動，而其他部份表露神學上的細微之處，需要讀者有相當的耐心及知識才能理解。其中煉獄篇是三篇中最抒情的，其中也穿插著大量的詩，天堂篇的神學性最強，也有最美麗及最欣喜若狂的內容，其中有些是但丁承認他無法表達（例如，當但丁看到神的臉時「當時的情景是他無法敘說的。」天堂篇 XXXIII, 142）。
但丁是有深厚基督教信仰的詩人，在罪與惡之間，他傾向於「惡」更甚於「罪」，認為「罪」是被動且間接的，但「惡」卻是意志的選擇，是主動與直接的。「所以人必須直接為自己的「惡」負責。《神曲》中「地獄、淨界、天堂」，是但丁在描述基督徒得救贖，前往天堂的過程，包含著但丁對當時世代的擔憂、追尋愛與自由意志，渴望超越人性與對未來生命的盼望。但丁以為世俗之愛需要適度，為此必須將之昇華為對上帝的愛，在《神曲》中更是藉由他的初戀情人來引導他遊歷天堂，使人感受到世俗情感的真實。而但丁也藉由她意識到自己的罪行而悔改，進入了天堂。在但丁的認知中，上帝是人類的拯救者，是宇宙中至高的存在。
由於嚴肅的目的，文學地位及其範圍，《神曲》成為義大利文學發展的一個重要基石。但丁比其他早期的義大利作家更了解義大利方言，也知道需要有創造一個統一的文字及語言，超過當時拉丁文的限制。在這個層面上，但丁是文藝復興的先驅，在平民文學上可以和早期的古典作家相比。但丁對古羅馬的了解，以及他對古羅馬一些異教層面的欽佩，也影響了十五世紀。諷刺的是，在他死後的幾世紀後，《神曲》不再受到文人墨客的歡迎，太中古時期、太粗糙及悲慘，也不是文藝復興時期大家期待看到的文學。
但丁將他寫作《神曲》用的語言稱為「義大利文」，主要是以托斯卡尼的地區性方言為主，但也加上拉丁文和其他地區性的方言。他特意希望包括一般人、神職人員或是其他詩人都可以讀他的史詩。為了創造史詩的結構及複雜的目的，但丁創作了義大利文。在法國，義大利文有時會戲稱為「但丁的語言」。但丁用平民語言出版《神曲》，和傑弗里·喬叟及喬萬尼·薄伽丘一起成為早期不使用拉丁文出版的先驅之一。這項突破使得更多文學作品可以針對許多的讀者出版。不過和喬萬尼·薄伽丘、約翰·密爾頓或阿里奧斯托不同，但丁在浪漫時期前不是全歐洲著名的作者。在浪漫時期時，但丁和莎士比亞一樣，是標準的「原創天才」，設定自己的規則，創造有地位和深度的角色，超過以往的作家，也不是其他作家可以模仿的。在十九世紀時但丁的名聲越加穩固，在1865年時．他已成為西方世界最偉大的文學家之一。
但丁其他的作品包括《飨宴》（Convivio），是他最長的詩及寓意評論的選集，政论文《帝制论》（Monarchia）是以拉丁文寫作的政治哲學集，在但丁死後被教廷大使Bertrando del Poggetto譴責及銷毀，拉丁文論文《俗语论》（De Vulgari Eloquentia）是平民文學的研究，《新生》（La Vita Nuova）則是訴說他對貝緹麗彩·坡提納里愛的故事，她也是神曲中最後的拯救。《新生》中包括許多但丁用托斯卡纳语寫的情詩，這是當時的第一個。

## 评价

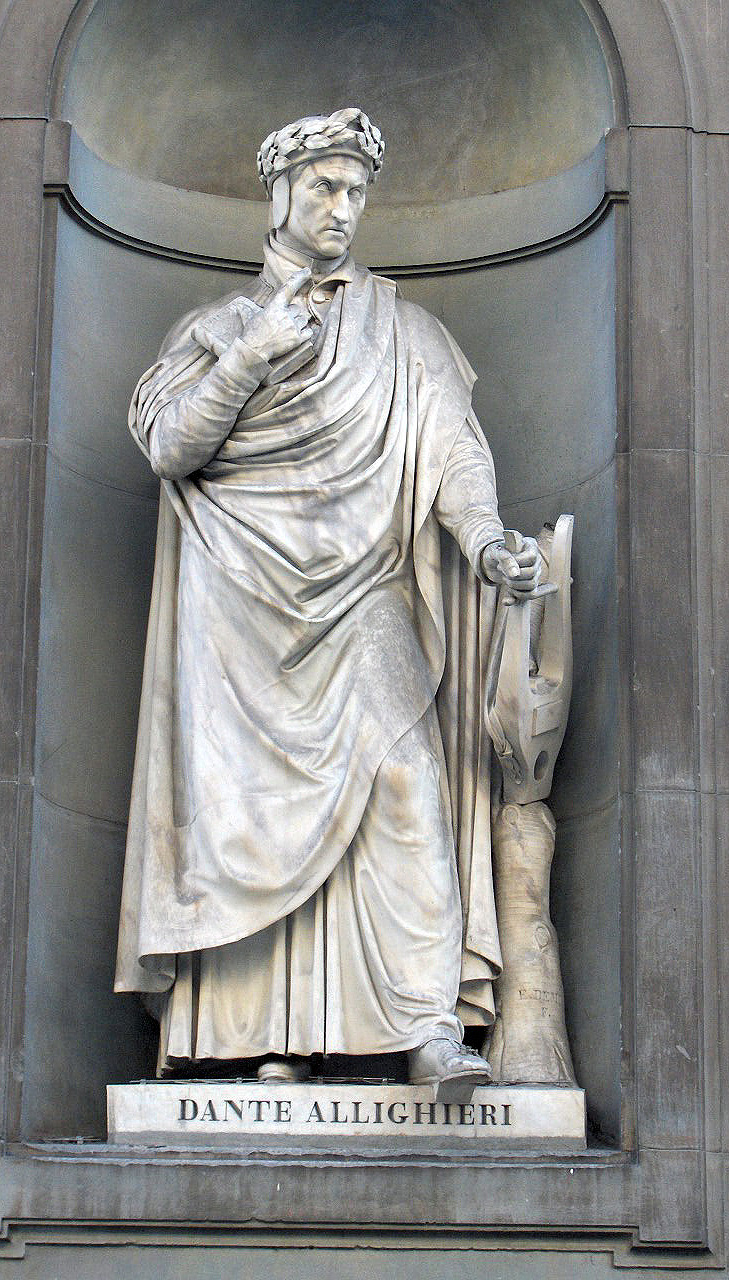
但丁位在佛羅倫斯烏菲茲美術館的雕像

英国作家安德鲁·诺曼·威尔逊：“但丁是欧洲最伟大的诗人，还可以说他是中世纪最伟大的诗人。但很多非意大利籍读者避开他的作品，由此他们失去了获得最伟大的美学、想象、情感和智力体验的机会。”，“首先，你只需要知道，他有两个志向，一是成为伟大的诗人，这一点他成功了。其次，他有政治雄心。他12岁时按照13世纪的习俗，由父亲做主，与杰玛·窦那蒂订婚，但他在作品中对妻子只字未提。”
T·S·艾略特："莎士比亞所展示的，是人類感情的至廣；但丁所展示的，是人類感情的至高和至深。"
恩格斯：“封建的中世纪的终结和现代资本主义纪元的开端，是以一位大人物为标志的，这位人物就是意大利人但丁，他是中世纪的最后一位诗人，同时又是新时代的最初一位诗人”。

## 中文譯名
Dante Alighieri的名字曾被譯為“檀德”（錢稻孫譯）。

## 衍生

### 藝術音樂
- 李斯特有幾首以但丁為名的作品，包括《但丁》交響曲（目錄第109號），以及獨奏奏鳴曲（目錄第161號之7）等等。指揮家、鋼琴家丹尼尔·巴伦博伊姆曾經灌錄相關的作品。

### 流行文化
- 遊戲《鬼泣》主角以但丁命名，游戏内设定但丁的哥哥叫维吉尔。
- 遊戲但丁的地獄之旅改編自但丁的神曲，但丁亦為本遊戲主角。
- 游戏求生之路2中帮助主角团四人逃出生天的摆渡人的名字是维吉尔，可能也受到但丁作品《神曲》的影响，因为维吉尔帮助但丁走过地狱和炼狱。
- 遊戲《Fate/Grand Order》中作為5星Pretender出場，寶具是EX級對界寶具『汝等，即將踏入此地的人，捨棄所有的希望吧（lasciate ogne speranza voi ch'entrate）』；聲優：千葉翔也。
- 游戏边狱巴士以但丁为游戏主角。

## 外部链接

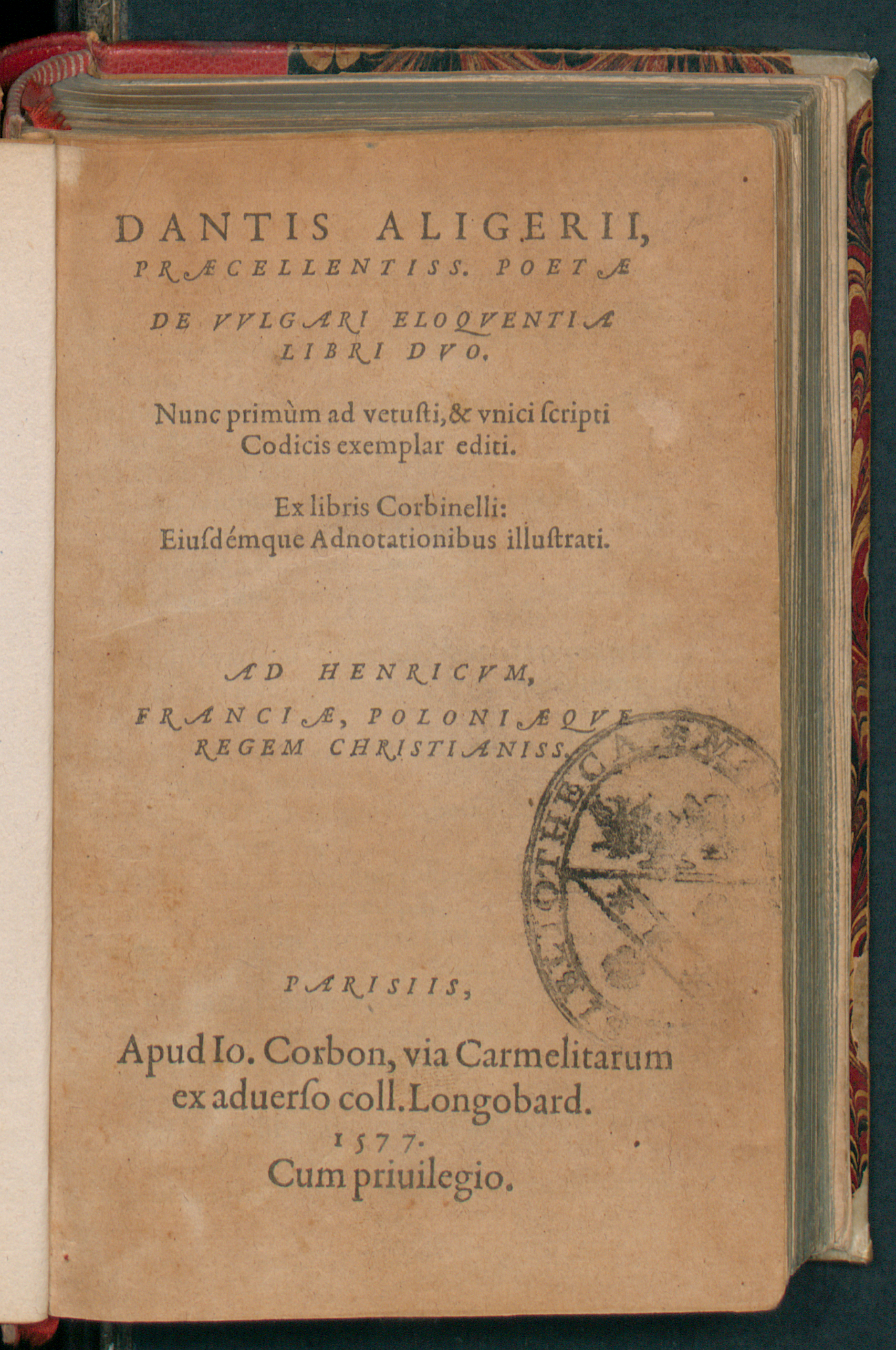
De vulgari eloquentia, 1577